# Gotham City
Pour les articles homonymes, voir Gotham City (homonymie).
Gotham City (/ˈɡɒθəm/ GOTH-əm), ou simplement Gotham, est une ville américaine fictive apparaissant dans les comic books américains publiés par DC Comics. Elle est surtout connue pour être le domaine de Batman. Gotham City fut identifiée comme résidence principale de Batman pour la première fois dans Batman no 4 (décembre 1940) et a depuis été le lieu où la plupart des histoires du personnage se déroulent. Elle devient aussi l’univers urbain imaginaire où évoluent des super-héros tels que Green Lantern, Black Canary, la Justice League et Anarky.
La cité est dépeinte comme étant proche de Metropolis, avec une vaste majorité des références de DC Comics plaçant Gotham City spécifiquement dans l'État du New Jersey,,. New York, qui borde le New Jersey, et Chicago ont également influencé l'aspect de Gotham au fil des années,.
Dans l'univers cinématographique DC, le film Suicide Squad de 2016, Gotham City est localisée dans le New Jersey,. Les lieux utilisés comme sources d'inspiration ou comme lieux de tournages des films Batman et des séries télévisées se déroulant à Gotham City ont inclus Chicago, Détroit, Pittsburgh, Los Angeles, New Jersey et New York.

## Origine du nom
De mai 1939 à décembre 1940, Batman était le héros de la ville de New York. Gotham City n'apparut dans son univers qu'en janvier 1941.
Sur la raison de changer la localisation de Batman de New York à une ville fictive et au nom choisie pour celle-ci, le scénariste Bill Finger a dit « À l'origine, j'allais appeler Gotham City « Civic City ». Puis j'ai essayé « Capital City », et ensuite « Coast City ». J'ai alors feuilleté l'annuaire de New York et je suis tombé sur le nom « Gotham Jewelers » et j'ai dit : c'est ça, Gotham City. Nous ne l'avons pas appelé New York parce que nous voulions que n'importe qui l’identifie à n'importe quelle autre ville. »
« Gotham » était le surnom de New York qui devint populaire au dix-neuvième siècle. Washington Irving fut le premier à le rattacher à New York dans l'édition du 11 novembre 1807 de Salmagundi,, un périodique satirique sur la politique et la culture de New York. Irving prit le nom du village de Gotham, dans le Nottinghamshire, en Angleterre, un lieu qui serait habité, d'après le folklore, par des idiots,. Le nom du village vient du vieil anglais gāt [goat] « chèvre » et de hām [home] « maison », littéralement « ferme où sont gardées les chèvres », et se prononce /ˈɡoʊtəm/ GOHT-əm, comme le mot goat. Le Joker fait référence à cette étymologie dans Detective Comics #880, dans lequel il dit à Batman que le mot signifie « un lieu sûr pour les chèvres ». En revanche, le « Gotham » utilisé pour New York a une prononciation différente, par analogie aux autres mots épelés avec « th » et se prononce /ˈɡɒθəm/ GOTH-əm, comme le mot goth.

## Géographie

### Localisation dans le New Jersey
Gotham City, comme les autres cités du DC Univers, ont vu leur représentation varier avec les décennies, mais l'emplacement de la ville est traditionnellement décrit comme étant dans le New Jersey. Dans Amazing World of DC Comics no 14 (mars 1977), l'éditeur Mark Gruenwald débat de l'histoire de la Justice League et indique que Gotham City est localisée dans le New Jersey.
Dans le comic strip The World's Greatest Superheroes (en) (août 1978), une carte montre la place de Gotham City dans le New Jersey et Metropolis dans le Delaware. World's Finest Comics no 259 (novembre 1979) confirme aussi que Gotham est dans le New Jersey. New Adventures of Superboy no 22 (octobre 1981) et Atlas of the DC Universe de 1999 montrent tous deux des cartes de Gotham City dans le New Jersey et Metropolis dans le Delaware.
Detective Comics no 503 (juin 1983) inclut plusieurs références suggérant que Gotham City est dans le New Jersey. Un lieu sur la côte de Jersey y est décrit comme étant à « vingt miles au nord de Gotham », et Robin et Batgirl conduisent d'un « aérodrome secret de New Jersey » vers Gotham City, puis conduisent sur « l'autoroute du comté d'Hudson » ; le comté de Hudson étant un vrai comté du New Jersey.
Batman: Shadow of the Bat, Annual no 1 (juin 1993) établit plus loin que Gotham City est dans le New Jersey. Le permis de conduire de Sal E. Jordan dans le comic montre son adresse au « 72 Faxcol Dr Gotham City, NJ 12345 ». « NJ » étant l'indicatif du New Jersey.

### Relation avec Metropolis
Gotham City est le foyer de Batman, tout comme Metropolis est la maison de Superman. Les deux héros travaillent souvent ensemble dans les deux cités. Dans les représentations des comics, la distance exacte séparant Gotham et Metropolis a varié avec les années, mais en général les villes sont suffisamment proches pour que l'on puisse s'y rendre en voiture. Les deux villes sont communément décrites comme des villes jumelles, sur les rives opposées de la Baie du Delaware, avec Gotham dans le New Jersey et Metropolis dans le Delaware,. The Atlas of the DC Universe de 1990 place également les deux villes dans ces lieux.
Durant l'Âge de bronze des comics, le Pont Metro-Narrows était dépeint comme la route principale connectant les villes jumelles de Metropolis et Gotham City,. Il fut décrit comme le plus long pont suspendu au monde.
Une carte des États-Unis dans The Secret Files & Origins Guide to the DC Universe 2000 no 1 (mars 2000) montre Metropolis et Gotham City comme étant quelque part dans la zone du Grand New York avec Blüdhaven.
À l'intérieur du DC Extended Universe, le film de 2016, Batman v Superman: Dawn of Justice montre Gotham City comme étant situé de l'autre côté d'une baie, face à Metropolis.

## Histoire fictive
Dans le comics Swamp Thing no 53, Alan Moore est le premier à avoir écrit l'histoire de la ville imaginaire de Gotham City, histoire que ses successeurs ont dans l'ensemble respectée. Selon Moore, la ville a été fondée par un mercenaire norvégien en 1635 à, selon Batman : Année Un, 60 milles au nord de Metropolis, avant de passer sous l'autorité des Britanniques. Ces antécédents ne sont pas sans rappeler l'histoire de New York, fondée par les Néerlandais sous le nom de La Nouvelle-Amsterdam. Propriété de la Compagnie néerlandaise des Indes occidentales, la Nouvelle-Néerlande devait passer en 1664 (puis définitivement en 1674) sous la coupe britannique. Pendant la guerre d'indépendance des États-Unis, Gotham City est le site d'une bataille décisive et le bruit court qu'elle est le siège de différentes sectes ésotériques. Gotham City est au XIXe siècle une métropole riche et grouillante.
La série Batman : Les Portes de Gotham de 2011 détaille une partie de l'histoire de Gotham City. Alan Wayne (ancêtre de Bruce Wayne), Théodore Cobblepot (ancêtre d'Oswald Cobblepot) et Edward Elliot (ancêtre de Thomas Elliot), sont considérés comme les pères fondateurs de Gotham. En 1881, ils construisirent trois ponts appelés les Portes de Gotham, chacun portant un des noms des familles. Edward Elliot devint de plus en plus jaloux de la popularité et la richesse de la famille Wayne à cette époque, une jalousie qui sera transmise à son arrière arrière petit-fils, Thomas Elliot ou Silence.
Les origines occultes de Gotham sont explorées par l'arc narratif de Peter Milligan de 1990 Dark Knight, Dark City, qui révèle que certains des Pères fondateurs sont impliqués dans l'invocation d'un démon chauve-souris lequel se retrouva piégé sous la vieille « Ville de Gotham », son influence sombre se répandit alors que Gotham City se développait. Cette idée est reprise dans le numéro 5 de Shadowpact. Bill Willingham y étoffe la dimension ésotérique des traditions gothamites en mettant en scène une créature endormie depuis 40 000 ans sous les fondations de la ville. Strega, tel est le nom du serviteur de la créature, explique que le caractère « sombre et souvent maléfique » de la ville est le résultat de l'influence de cette créature qui se fait appeler Docteur Gotham.
Durant la Guerre de Sécession, elle fut défendue par un ancêtre du Pingouin se battant pour l'Armée de l'Union, le Colonel Nathan Cobblepot, dans la Légendaire Bataille de Gotham Heights. Dans Gotham Underground #2 de Frank Tieri, Tobias Whale (en) affirme que la Gotham du XIXe siècle était dirigée par cinq gangs rivaux, jusqu'à ce que les premiers « masques » apparaissent, formant finalement leur propre gang. Il n'est pas clair si ceux-ci étaient des justiciers ou des criminels costumés.
À l'époque contemporaine, Batman est considéré comme le protecteur de Gotham, protégeant farouchement sa ville natale. Alors que d'autres justiciers masqués opèrent également dans Gotham City, ils le font sous l'approbation de Batman puisqu'il est considéré comme le meilleur et le plus compétent combattant du crime de la ville.
Des récits enrichissent Gotham City d'événements fictifs qui affectent la ville et ses habitants. Par exemple, la diffusion d'un virus débilitant, le clench par Ra's Al Ghul dans la série Contagion. Dans Cataclysme paru en 1998, la ville est victime d'un tremblement de terre de force 7,6 sur l'échelle de Richter. Les récits catastrophes fournissent ainsi aux auteurs toute liberté pour redéfinir le caractère et l'ambiance de la ville. Gotham s'endurcit, ses habitants deviennent plus résistants, débrouillards et cyniques. L'architecture se diversifie, devient spectaculaire.
Une série de personnalités dysfonctionnelles (principalement les ennemis de Batman) plongent régulièrement la ville dans une forme de déchéance. C'est alors qu'intervient Bruce Wayne, alter ego de Batman et également propriétaire de l'influent conglomérat, les Entreprises Wayne, afin de stopper l'activité menaçante pour les citoyens de Gotham de ces dangereux criminels.

## Architecture

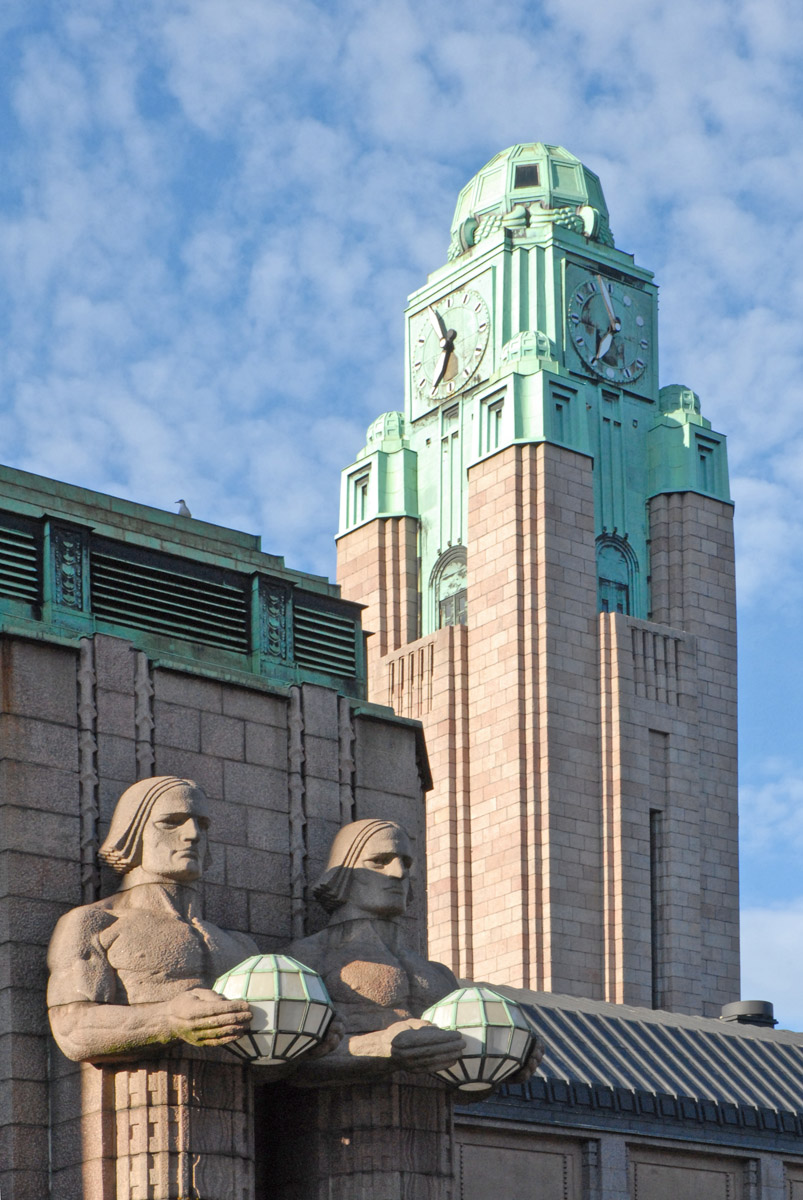
Des bâtiments Art déco et Art nouveau, tel que la Gare centrale d'Helsinki, inspirèrent l'apparence de Gotham dans le film Batman de 1989.

Dans les comics de Batman, la personne citée comme ayant été une figure influente dans le développement de l'architecture unique de Gotham City durant le XIXe siècle, fut le Juge Solomon Wayne, ancêtre de Bruce Wayne. Sa campagne pour réformer Gotham a atteint son point culminant quand il rencontre un jeune architecte du nom de Cyrus Pinkney. Wayne commissionna Pinkney pour créer et construire les premières structures « Style Gotham » qui devinrent le centre du quartier financier de la ville. L'idée du « Style Gotham » des scénaristes correspond en partie au style néogothique. Dans l'arc narratif Batman: Gothic, la Cathédrale de Gotham joue un rôle central dans l'histoire comme elle a été construite par Mr. Whisper, l'antagoniste de l'histoire.
Dans le scénario de 1992, un homme obsédé par l'architecture de Pinkney fait sauter plusieurs bâtiments de Gotham dans le but de révéler les structures de Pinkney qu'ils cachaient ; le but éditorial derrière ce fait était de transformer la ville dépeinte dans les comics pour qu'elle ressemble aux designs créés par Anton Furst dans le film Batman de 1989,,. Alan Wayne développe les idées de son père et construit un pont pour étendre la ville. Edward Elliot et Theodore Cobblepot ont également un pont nommé d'après eux.
Christopher Nolan, qui a vécu autrefois à Chicago, réalise une représentation de Gotham en utilisant l'architecture distincte de Chicago. Batman Begins montre une version de Chicago augmentée par les effets spéciaux, tandis que The Dark Knight présente plus directement l'infrastructure et l'architecture de la ville comme la Jetée Navy. Cependant, The Dark Knight Rises abandonne Chicago et tourne à Pittsburgh, Los Angeles, New York, Newark, New Jersey, Londres et Glasgow,,.
 (janvier 2019).
Arkham Asylum: Living Hell mentionne « l'Acte Sprang » qui interdit aux entreprises de Gotham d'installer de la publicité sur les toits. Il fut passé après que le vilain Humpty Dumpty ai cassé le mécanisme de l'horloge de la mairie, causant le saut de l'aiguille des heures, qui en tombant sur les panneaux d'affichage, causa une réaction en chaîne.

## Administration municipale

### Exécutif
Plusieurs maires de Gotham sont apparus dans les séries de comics que forment les titres de la Batman Family. En voici une liste non exhaustive :
- Maire Théodore Cobblepot : l'arrière grand-père d'Oswald Cobblepot. Son mandat fut le plus long. Il est mentionné dans Gotham Underground #9 (août 2008) et apparait dans la mini-série Batman: les Portes de Gotham.
- Maire Aubrey James : un contemporain de Thomas Wayne qui fut mortellement poignardé. Il est mentionné dans The Madmen of Gotham de Batman: Legends of the Dark Knight #204-206 (Juin - Juillet 2006).
- Maire Wilson Klass : Le maire de Gotham City durant les premières années d'activités de Batman. Quand Batman sauva sa fille d'Hugo Strange, Klass encouragea le GCPD « d'alléger » leur position anti-Batman, mettant fin à l'époque où la police chassait activement Batman. Cela se déroule dans le récit Prey, tiré des numéros #11-15 de Batman: Legends of the Dark Knight. Klass apparait dans d'autres histoires de la série incluant Heat (#46-49), Idols (#80-82), Infected (#83-84) et Duty (#105-106).
- Maire Hamilton Hill : un politicien corrompu élu maire grâce aux machinations de Rupert Thorne. Il devint maire dans Detective Comics #511 (Février 1982). Durant ses débuts dans le bureau, il aida les tentatives de Rupert Thorne pour identifier et battre Batman. Il vira le Commissaire de Police (et allié de Batman) James Gordon et le remplaça par un des hommes de Thorne, Peter Pauling. Après que Thorne fut vaincu, Hill replaça Gordon au poste de Commissaire, mais passa le reste de son temps à essayer de rejeter la faute de l'état de Gotham sur les épaules de Gordon. Il apparut pour la dernière fois dans Batman #381 (Mars 1985) dans l'Univers DC Pre-Crisis. Sa canonicité dans le DCU post-Crisis est confirmée dans le profil d'Harvey Bullock présent dans Who’s Who Update ’88 #4 (Novembre 1988).
- Maire Armand Krol : Krol apprut pour la première fois dans Detective Comics #647 (Août 1992). Comme Hamilton Hill, il n'aimait pas le Commissaire Gordon. Krol détestait aussi Batman jusqu'à la série Knightfall durant laquelle Batman lui sauva la vie. Après cela, il se tourna de plus en plus vers Batman plutôt que la police de Gotham pour s'attaquer au crime dans la ville. Il destitua James Gordon et le remplaça par la femme de celui-ci, Sarah Essen-Gordon. Après des années d'incompétence égoïste, Krol perdit les élections contre Marion Grange dans Batman: Shadow of the Bat #46 (Janvier 1996). Durant sa période au poste de maire, Gotham plongea dans l'anarchie quand un membre de l'Ordre de St. Dumas libéra le virus Ebola sur la ville durant l'arc Contagion. Krol lui-même contracta le virus et reçu le médicament, mais il découvrit que le traitement censé le soigner n’éradiquai pas complètement la maladie. Elle refit surface et le tua, juste avant l'arc Legacy[34].
- Mairesse Marion Grange : ancienne Procureur de district, Grange fut élue après avoir reçu l'appui de Bruce Wayne. Elle fut assermentée par le gouverneur de l’État au milieu de la crise causée par le virus « Clench » et la mauvaise gestion de la situation par Krol. Son premier acte en tant que maire fut d'éjecter par la force Krol du bureau de maire et son second fut de renommer James Gordon au poste de Commissaire de Police. Après que Gotham fut dévastée par un tremblement de terre dans Cataclysme, elle échoua à empêcher le gouvernement fédéral de déclarer Gotham zone sinistrée et de la couper du reste du pays. Un assassin engagé par Nicholas Scratch l'abattit peu de temps après - bien que la balle était destinée à Bruce Wayne[35].
- Maire Daniel Danforth Dickerson III : son mandat commença juste après le No Man’s Land dans Detective Comics #742 (Mars 2000). Moyennement corrompu, il fut assassiné par le Joker dans Gotham Central #12 (Décembre 2003).
- Maire Sebastian Hady : succédant à une femme maire non nommée, Hady fut introduit dans Batman comme un politicien corrompu et impitoyable. Il admit publiquement qu'il trompait sa femme. Un autre fait connu est qu'il a menacé par chantage ses opposants aux élections pour pouvoir les gagner[36]. Il fut pris en otage par Azrael (Michael Lane) durant les événements de Judgement on Gotham, mais fut secouru par Red Robin. Dans la continuité The New 52, Hady a été maire pendant près de cinq ans et était soutenu par le parrain du crime Carmine Falcone. Il est aussi le père de jumelles, Charlotte Rivers et Jill Hampton[37]. Sebastian est mort dans Detective Comics #953 (Mai 2017).
- Maire Michael Akins : le maire en fonction dans le DC Rebirth et qui succéda à Sebastian Hady. Akins avait remplacé Jim Gordon au poste de Commissaire de Police de Gotham pendant quelques années avant le retour de Gordon[38]. Il a également été mentionné qu'il a travaillé avec Batman dans le passé[39].

### Police
Agissant comme allié ou comme opposant à Batman, le Département de la Police de Gotham (Gotham City Police Department - GCPD) a longtemps baigné dans la corruption. De nombreux officiers, aussi bien des cadres que de simples agents, sont impliqués dans des pots-de-vin et des infractions encore plus graves telles que le trafic de drogue et le meurtre.
Le coup le plus fort qui fut porté contre la corruption de la police, fut la démission du Commissaire Gillian B. Loeb. Le déclin de la présence d’officiers corrompus autorisa James Gordon à devenir le nouveau commissaire, un homme déterminé à éradiquer le crime partout où il existait.
Le GCPD a eu une longue relation de haine-amour avec le justicier de la ville, Batman. Le Commissaire Gordon s'allia à lui car Batman faisait le travail. Son successeur, le Commissaire Michael Akins ordonna l’arrestation de Batman et le Bat-signal fut retiré du toit du Gotham Central. La corruption et la pourriture à l’intérieur du département augmentèrent à nouveau durant le mandat d’Akins.
L'une des unités les plus importantes est l’Unité des Crimes Majeurs (Major Crimes Unit) dirigée par Maggie Sawyer, une transfuge de Metropolis. Les enquêtes de cette unité dans l'ombre de Batman sont racontées dans la série Gotham Central.
Outre James Gordon, plusieurs inspecteurs sont connus : Harvey Bullock, Renee Montoya, Crispus Allen, Sarah Essen Gordon (femme de Gordon) et Jason Bard.
Stacy, simple civile et secrétaire au GCPD, est responsable d’allumer le bat-signal sur demande du Commissaire.

### La corruption
Un thème commun aux histoires de déroulant à Gotham est la corruption rampante et récurrente à l'intérieur des administrations de la ville, en particulier dans le Département de la Police de Gotham City. Durant les récits se déroulant dans les premières années d'activités de Batman (en particulier dans Batman: Year One), le Commissaire Gillian B. Loeb a été décrit comme acceptant des pots de vin de nombreuses personnes. Cependant, Batman trouva des preuves pour des accusations de conspiration, et força Loeb à démissionner de son poste. Dans les récits suivants, les commissaires qui ont suivi, ont également été corruptibles, ou ouvert à diverses formes d'influence. Dans d'autres histoires, Batman dut neutraliser des policiers ripoux qui agissaient en collusion avec des super-vilains, qui travaillaient pour la mafia ou pour leur propre compte. Les récits présentant James Gordon comme le nouveau Commissaire montrent les deux personnages faisant souvent équipe pour purger la corruption des forces de police. Gordon fut le Commissaire durant 9 à 10 ans de la continuité, puis prit sa retraite, confiant le poste à son remplaçant, le Commissaire Akins. Dans les récits où Gordon reprend le poste de Commissaire, il découvre malheureusement que la corruption s'est répandue depuis son départ.
La corruption s'intensifie durant Batman Eternal quand Gordon est accusé à tort d'avoir causé un grave accident de train. Le nouveau commissaire nommé possède des liens avec les anciens gangs, mais Batman et ses alliés ont été capables de le remplacer par leur allié Jason Bard. Malheureusement Bard démissionne quand il est révélé qu'il travaillait avec Silence pour détruire Batman. Durant la « retraite » temporaire de Bruce Wayne causée par son amnésie à la suite de son dernier combat contre le Joker, le département de police a créé son propre Batman en utilisant diverses technologies offertes par des dons. C'est Gordon qui agit comme le Batman officiel du GCPD, mais il reprend son ancien rôle après le retour du vrai Batman. Dans la série télévisée de 1966, les forces de police de Gotham City n'étaient pas un des éléments principaux des histoires.

## Principaux résidents
La résidence principale de Bruce Wayne est le Manoir Wayne, qui se situe dans la banlieue de la cité.
Les différentes séries liées à la « Bat-Family » se déroulent principalement à Gotham, et présentent les personnages de Nightwing, Huntress, Black Canary, Barbara Gordon et Batwoman.
D'autres personnages vivent à Gotham, tel que le mercenaire Tommy Monaghan et le démonologue de renom Jason Blood. Dans la continuité moderne du DC Univers, des histoires présentant Alan Scott, le Green Lantern de l'Âge d'or des comics, et se déroulant avant et pendant le Seconde Guerre Mondiale, le montrent vivant à Gotham. Plus tard, il est présenté en train de diriger sa société de radiodiffusion à Gotham.

## La pègre

### Les familles mafieuses
- Famille Falcone (Italien) - Dirigée par Carmine « le Romain » Falcone qui a maintenu une emprise sur l'ensemble du crime de Gotham City avant l'arrivée des 'masques'. Après son assassinat par Double-Face, sa fille, Sofia Gigante, en prit le contrôle[47]. À la suite de sa mort et des meurtres de plusieurs autres membres de la famille, la famille perdit son emprise sur la ville[40]. Après une longue absence, le fils de Falcone, Mario, récupéra une partie de l'ancien pouvoir de la famille.
- Famille Sullivan (Irlandais) - Dirigée par Mickey « la Fouine » Sullivan, la famille était considérée comme subordonnée à la Famille Falcone. Après une tentative échouée de tuer Double-Face, ils furent tués dans un hôtel par Holiday[47].
- Famille Ibanescu (Roumain) - Dirigée par Dragos « le Roumain » Ibanescu, la famille était impliquée dans les combats d'animaux, le trafic d'êtres humains et la prostitution[48]. Ils opèrent dans le East End.
- Famille Maroni (Italien) - Dirigée par Luigi « Big Lou » Maroni jusqu'à sa mort, la famille a été reprise par le fils de Lou, Salvatore « l'Italien » Maroni. Salvatore est le responsable de la défiguration d'Harvey Dent et fut assassiné alors qu'il était en prison[47].
- Famille Dimitrov (Russe) - Dirigée par Yuri « le Russe » Dimitrov, la famille est continuellement en guerre avec la Famille Maroni.
- Famille Moxon (Britannique) - Dirigée par un ami éloigné de la famille Wayne, Lew Moxon, qui a tenu un vaste empire jusqu'à sa mort tragique[49].
- Famille Odessa (Ukrainien) - Dirigée par Vasily et Alexandra Kosov, la famille a été prise en charge par Tobias Whale[50].
- Famille Riley (Irlandais) - Dirigée par le père de Peyton Riley, Sean Riley jusqu'à sa mort.
- Famille Sabatino (Italien) - Dirigée par Johnny Sabatino, qui épousa Peyton Riley pour cimenter la paix entre la mafia irlandaise et italienne. Leur mariage sans amour dégénéra en violence quand il essaya de la tuer. Peyton s'allia avec Scarface pour tuer Johnny, mais ils furent apparemment tous tués durant la lutte[51],[52].
- Les Yakuza - Dirigée par Akahara jusqu'à sa mort durant une fusillade dans War Games[49].

### Les familles unifiées
- Black Mask - Durant les événements de Batman: War Games, Roman « Black Mask » Sionis prend le contrôle de tous les gangs de Gotham City et travaille avec la « Secret Society of Super Villains (en) » pour tuer Batman. Alors que ses opérations criminelles sont systématiquement paralysées par le Red Hood, il finit par être tué par Catwoman[53] et un vide du pouvoir mène à une série de guerres des gangs. Jeremiah Arkham adopte l'identité de Black Mask après la mort de Sionis et réunifie les gangs de Gotham.
- Great White - Warren « le Great White Shark » White (le Grand Requin Blanc) devient le successeur de l'empire du crime de Black Mask, réussissant à gérer tout le crime de Gotham de l'intérieur de l'Asile d'Arkham.

### Les gangs
- All-Americans - L'un des premiers gangs de Gotham depuis la fin des années 1800[54].
- Free Men - L'un des premiers gangs de Gotham depuis la fin des années 1800[54].
- Wound Ravens (Irlandais) - L'un des premiers gangs de Gotham depuis la fin des années 1800[54].
- East-Siders (Italien) - L'un des premiers gangs de Gotham depuis la fin des années 1800[54].
- Jewish Sons of David (Juif) - L'un des premiers gangs de Gotham depuis la fin des années 1800[54].
- La Ligue des Assassins (Arabe) - Dirigée par Ra's « la Tête de Démon » al Ghul. Cette organisation est constituée des assassins les plus dangereux au monde.
- Gang du Joker - Dirigé par le Joker, ce gang est impliqué dans divers plans et cambriolages. Ils ont une perspective nihiliste et paraissent fous, s'habillant comme des clowns et des gens de cirque pour s'associer au Joker.
- Gang de l’Épouvantail - Dirigé par le Dr. Jonathan « l’Épouvantail » Crane. Ce gang utilise la « toxine de la peur » de l’Épouvantail pour avoir l'air éthéré et démoniaque, déformant les perceptions de leurs victimes et passant d'un simple criminel à une vaste galerie d'hallucinations monstrueuses et trompeuses.
- Gang du Sphinx - Dirigé par Edward « le Sphinx » Nashton, ce gang est connu pour laisser des énigmes et devinettes menant à un piège mortel sur leurs scènes de crimes.
- Gang du Pingouin - Dirigé par Oswald « le Pingouin » Cobblepot. Ce gang était autrefois le premier pouvoir de Gotham jusqu'à ce qu'il soit évincé par Intergang mais fut restauré par Batman[55]. Dans la série Gotham, Oswald va diriger la pègre de la ville pendant une période.
- Gang de Double-Face - Dirigé par Harvey « Double-Face » Dent. Le Pingouin s'oppose et combat la domination de son gang[56].
- Gang de Bane - Dirigé par le fils du Roi Serpent, Bane. Ce gang utilise une drogue, le Venin de Bane, pour les rendre plus résistants.
- Intergang - Dirigé par Darkseid à travers un homme de paille, Bruno Mannheim. Le gang emploi Johnny Stitches qui prit le contrôle de la pègre de Gotham City. Ils réussirent à démanteler le gang du Pingouin et à acheter Tobias Whale pour gagner le plein contrôle.
- False Facers - Dirigée par Roman « le Black Mask » Sionis, ce gang porte un masque de leur propre choix pour cacher leurs traits. Black Mask n'a jamais été capable de reformer le gang après qu'ils ont tous été tués durant l'attaque d'une banque par Killer Croc, le gang lui-même a été dissous depuis.
- Les Mutants - Dirigée par le mystérieux Chef Mutant, ce gang a fait surface après la retraite de Batman dans le comic book de 1986, The Dark Knight Returns. Leurs méthodes brutales, des armes lourdes, et un nombre de membres importants font d'eux une menace bien trop grande pour que le GCPD puisse s'en charger par ses propres moyens. Quand Batman sortit de sa retraite et battit le Chef Mutant, le gang fut dissous et se divisa en plusieurs petits groupes[57].

## La carte de Gotham

### Genèse de la carte
Gotham existe depuis presque 80 ans mais un plan de la ville n'a été réellement réalisé qu’en 1998. Il fut créé pour les besoins de préparer l'arc narratif à venir : No Man's Land. Pour pouvoir détruire Gotham lors du tremblement de terre, DC Comics devait avoir une Gotham City à détruire. Ce fut l'éditeur Denny O'Neil qui contacta l'artiste et illustrateur Eliot R. Brown pour réaliser un plan qui ferait partie de la « bible » qui aida à coordonner les différents comics impactés par le tremblement de terre,.
On peut trouver deux autres cartes de Gotham. En 2000, DC Comics édite Batman : Gotham City Secret Files And Origins qui reprend la carte de E.R. Brown. Bien qu'également officielle, elle a étrangement des différences avec la carte de 1998. Ainsi le Vieux Gotham qui se trouvait au sud, se retrouve au nord de la ville. Le quartier de City Hall se trouvant à l'est de Downtown, se retrouve à l'ouest de l'île…
Une autre carte correspondant aux films de Christopher Nolan (Batman Begins et The Dark Knight) a également des différences avec les versions des comics.

### La zone métropolitaine
Note : Les lieux et descriptions ci-dessous sont essentiellement basés sur la carte d’Eliot R. Brown et l’arc « No Man’s Land ».
La zone métropolitaine de Gotham repose sur un archipel de six îles. Les trois principales sont Uptown (« Ville Haute »), Midtown (« Ville du Milieu ») et Downtown (« Ville Basse »). Les trois autres, plus petites sont l'île d’Arkham, entre Uptown et Midtown ; l'île de Blackgate, au sud-est de Downtown ; et l'île de Tricorner, au sud-ouest de Downtown.
C'est un centre économique majeur au sein des États-Unis du DC Universe. Ses industries importantes incluent l'industrie manufacturière, le transport maritime, la finance, les Beaux-Arts représentés par de nombreux muséums, galeries et joailliers. En plus de son port commercial, elle possède également un chantier naval.

#### Uptown
Uptown est la plus grande île du nord. Elle est entourée par quatre rivières : North River, East River, Queens River et River Merchant.

##### Quartier East End
Le Quartier East End est une partie sous-développée de Gotham où « fleurit » la pauvreté, la criminalité, la prostitution et les trafics de drogues et d'armes illégales. Catwoman protège activement la zone.
- Crime Alley est une petite rue localisée dans l’East End. Anciennement connue sous le nom de « Park Row », Crime Alley est une zone dangereuse, infestée par le crime. C’est le lieu où Joe Chill tua Thomas et Martha Wayne en face de leur jeune fils, Bruce[64]. C’est également le lieu où Batman rencontra pour la première fois Jason Todd quand le jeune garçon tenta de voler les pneus de la Batmobile[65].

##### Quartier Otisburg
Otisburg est le quartier de Gotham qui traverse directement la partie nord de l'île et se connecte au Comté de Gotham sur le continent.
- Ace Chemicals est une entreprise chimique dans la zone ouest de Otisburg où l'un de ses anciens ingénieurs a tenté de faire entrer le gang des Red Hood pour qu'ils puissent voler la Compagnie Monarch Playing Cards se trouvant à côté, mais ils furent stoppés par Batman. Leur chef tomba dans l'une des cuves chimiques. À la suite de cet accident, il se transforma en Joker. Dans le film de 1989 de Tim Burton, la compagnie est nommée « Axis Chemicals ».
- Amusement Mile est un parc d'attractions sur un cap au nord de l'île. Il est composé de Grandes Roues, de montagnes russes et autres attractions typiques d’un parc à thème.
- Le Knights Stadium, stade pour les rencontres sportives.
- Le pont Westward est le pont enjambant la Gotham River à l'ouest et connectant le quartier Burnley à l'île d’Arkham. Le pont est nommé d’après Adam West et Burt Ward qui jouèrent Batman et Robin dans la série télévisée de 1966, Batman.

#### Midtown
Midtown est la plus grande île au centre de Gotham City. Elle est encerclée par quatre rivières : la River Merchant au nord, la Gotham River au sud, l’East River à l’est et la Queens River à l'ouest.
- Les Narrows est une île au milieu de la Gotham River, située entre Midtown et Downtown. Les Narrows furent introduits pour la première fois par les films de Christopher Nolan, Batman Begins et The Dark Knight ; ils furent également intégrés dans les comics et les autres médias.
- L'Asile d'Arkham (Arkham Asylum) sert d’hôpital psychiatrique à la région de Gotham City, abritant des patients qui sont des criminels reconnus comme fous. Les patients les plus dangereux d’Arkham sont souvent des ennemis de Batman. Dans le court-métrage « Crossfire » de Batman: Gotham Knight (2008), les Narrows ont été transformés en extension de l’Asile d’Arkham. Et comme le dit Batman : « Cet asile est une vraie passoire »[66]. En effet, il ne se passe pas un jour sans qu'un des patients ne s'évade. Ce fut Amadeus Arkham qui fonda cet asile au début du XXe siècle. L'un des premiers patients de l'institut fut Martin Mad Dog Hawkins qui avait tué la fille et la femme d'Amadeus. Lors des séances de traitement, Amadeus exécuta l’assassin de sa famille avec des électro-chocs. Il fut à son tour incarcéré dans l'établissement qu'il avait lui-même créé[67]. Le directeur actuel de l'asile est le psychothérapeute Jeremiah Arkham, le neveu d'Amadeus[67].
- L'Académie de Gotham (Gotham Academy), dans la continuité du DC Rebirth, est un internat privé prestigieux où étudie l'élite de la société de Gotham City. Les représentations précédentes de l’institut avec le nom de « Gotham Academy » inclus les séries télévisées The Batman et Young Justice, où elle était l'école de Dick Grayson, Artemis Crock (en) et Barbara Gordon. En 2015 sort la série Gotham Academy, où l’on suit les aventures d’Olive Silverlock et ses camarades sur le campus de l’école.
- L'Université de Gotham (Gotham University) est l'une des plus vieilles et prestigieuses universités, donnant naissance à de nombreux esprits et penseurs brillants de la nation. Parmi ses anciens étudiants se trouvent des adversaires de Batman : Harleen « Harley Quinn » Quinzel, qui y étudia la psychologie grâce à une bourse de gymnastique et Jonathan « l'Épouvantail » Crane, qui y étudia la psychologie jusqu'à ce qu'il soit chassé pour avoir réalisé des expériences sur des étudiants. Fondée en 1898, l'université est devenue un point important de l’éducation universitaire. Elle possède ainsi sa propre banque et un musée avec une collection d'art de grande valeur. Bien que le sport principal y soit le football Américain, l'université possède également des équipes de golf et de gymnastes.
- Robinson Park est le parc principal de la ville. Durant No Man's Land, Poison Ivy avait revendiqué cette zone comme la sienne.

#### Downtown
Downtown est la plus grande des îles du sud de Gotham City ; elle borde l’océan atlantique.

##### L'île de Blackgate
- Le pénitencier de Blackgate est la principale prison de Gotham City, localisée sur l'île de Blackgate. Les prisonniers sains d'esprit, dont des super-vilains, sont détenus dans ce pénitencier, qui lors du séisme de 1998, avait une capacité d'environ 2 100 places.
- La statue de la Justice est un monument situé au large de la ville. Elle est représentée les yeux bandés et une épée et une balance dans une de ses mains tendues. Elle est un clin d'œil à l'allégorie de la justice et à la statue de la Liberté.

##### Quartier de Burnley
- Gotham Mercy General Hospital est le principal hôpital public de Gotham.

##### Quartier Diamond
Le quartier Diamond est un quartier de Gotham qui abrite les citoyens les plus riches de la ville.
- Wayne Enterprises est un conglomérat et une entreprise verte. Ses bureaux sont localisés dans le Quartier Diamond. La compagnie est impliquée dans diverses industries.
- Le Iceberg Lounge est une boite de nuit appartenant et étant gérée par le Pingouin. Il utilise le club comme façade légitime pour ses opérations criminelles[68].
- Le Gotham Gazette est l’un des principaux journaux de Gotham City. Dans les comics de l'Âge d’argent, l'éditeur en chef du journal de Metropolis, Perry White du Daily Planet, a travaillé pour la Gazette au début de sa carrière[69].

##### Quartier chinois
Le quartier de « Chinatown » est le foyer d’une communauté chinoise importante et traditionnelle. Il est connu pour ses restaurants et ses marchés asiatiques.

##### Quartier du Vieux Gotham
Le Vieux Gotham est le quartier le plus connu. Il abrite le Beffroi d'Oracle et le Siège Central du G.C.P.D.
- Le Quartier Général du G.C.P.D. est le siège principal du Département de Police de Gotham City. Le bâtiment lui-même a été la cible d'attaques de vandalisme, de délinquants et de super-vilains, cependant, le bâtiment a toujours été reconstruit et restauré, pour continuer à faire respecter la loi et maintenir la justice dans une ville remplie de corruption.
- Le Beffroi ou Tour de l'Horloge (Clocktower), selon les sources de traduction, est un bâtiment avec une horloge qui à un moment contenait le siège secret de Barbara Gordon, pour ses activités en tant qu'Oracle.
- Gotham City Hall est l'institution publique de la ville où résident les fonctionnaires.
- Cathedral Square est le lieu de la cathédrale principale de Gotham. La Cathédrale était autrefois destinée à être le centre spirituel de la ville, avec des gargouilles de pierre et des cloches sonnantes en haut de ses tours, veillant sur Gotham. Elle a été conçue pour garder le mal éloigné. La Cathédrale a fini par être éclipsée par les bâtiments environnants de la ville.
- Riverfront Center est une zone commerciale localisée dans la partie nord du Vieux Gotham, et donnant sur le Port Miller.

#### Autres lieux notables
- Le Manoir Wayne est la propriété de Bruce Wayne et est souvent dépeinte comme étant « de l'autre côté de la rivière » et juste en limite extérieure de Gotham City.
- La ville est desservie par l'aéroport international Archie Goodwin. Il se trouve sur le continent, au nord-ouest de la ville.

### Le choix des noms
Certains noms de lieux rendent hommages aux différents artistes ayant travaillés sur les récits de Batman. On peut ainsi en reconnaitre plusieurs :
- Aparo Expressway et Aparo Park : Jim Aparo, artiste
- Archie Goodwin International Airport : Archie Goodwin, scénariste et éditeur
- Barr Town : Mike W. Barr, scénariste
- Cape Carmine : Carmine Infantino, artiste
- Davis Avenue : Alan Davis, artiste
- Dixon Dock : Chuck Dixon, scénariste
- Finger River et Finger Memorial Park : Bill Finger, co-créateur de Batman
- Grant Park : Alan Grant, scénariste
- Miller Harbor : Frank Miller, artiste et scénariste
- Novick Tunnel : Irv Novick, artiste
- Puckett Park : Kelley Puckett, scénariste
- Robbinsville : Frank Robbins, artiste
- Robinson Plaza et Robinson Square : Jerry Robinson, artiste
- R.H. Kane Building, Kane County Morgue et Robert Kane Memorial Bridge : Bob Kane, co-créateur de Batman
- Sprang Bridge et Sprang River : Dick Sprang, artiste

## Œuvres

### Comics où la ville tient une place importante
Le 18 mai 2011 sort le premier numéro de la mini-série Les Portes de Gotham (Batman: Gates of Gotham). Elle dépeint sur 5 numéros la Gotham de 1881. Elle est écrite par Scott Snyder et Kyle Higgins et est illustrée par Trevor McCarthy.
En 1998, l'arc Cataclysme se déroule à travers les titres de Batman. La ville est en partie détruite à la suite d'un tremblement de terre puissant.
Certains bâtiments de la ville ont également eu une place centrale dans plusieurs comics. Ainsi, l'Asile d'Arkham a fait l'objet de plusieurs récits propres :
- Batman : L'Asile d'Arkham (Arkham Asylum: A Serious House on Serious Earth), un roman graphique scénarisé par Grant Morrison et illustré par Dave McKean. Le récit a été édité en France par Panini Comics et Urban Comics.
- Les Patients d’Arkham (Arkham Asylum: Living Hell), une mini-série de 6 épisodes scénarisée par Dan Slott et dessinée par Ryan Sook. Le récit a été édité par Urban Comics en 2014.
- Batman: The Last Arkham, est un arc narratif, en quatre parties, tiré de la série Batman : Shadow of the Bat. Il a été écrit par Alan Grant et dessiné par Norm Breyfogle.

En octobre 2014 sort la série Gotham Academy (18 numéros, 2014-2016) de Becky Cloonan et Brendan Fletcher avec les dessins de Karl Kerschl. On y suit les aventures d'Olive Silverlock et ses camarades à travers les vieux bâtiments de l'Académie. Une partie des bâtiments sont condamnées et la présence de passages secrets attisent l'imagination des étudiants. L'Académie serait hantée.

### Films

#### Anthologie de 1989-1997
Pour Batman (1989), l'apparence de Gotham a été conçu par le concepteur de la production, Anton Furst, qui gagna un Oscar pour son travail sur le film. Les extérieurs du Manoir Wayne ont utilisé Knebworth House, du style Tudor Gothique, tandis que ses intérieurs étaient la Hatfield House à Hatfield. L'usine Axis Chemical Works, où Jack Napier (Jack Nicholson) plongea dans le produit chimique, fut filmé dans une centrale électrique désaffectée à Acton Lane, dans la partie Ouest de Londres. L'extérieur en train d'exploser était la centrale électrique de Little Barford, à une paire de miles (environ 3 km) au sud de St Neots dans le Cambridgeshire. Dans la séquelle de Tim Burton, Batman Returns (1992), les scènes de la ville sont entièrement filmées en studio. Le concepteur de la production Bo Welch, qui remplaça Furst, basa ses designs sur les concepts de Furst.
Quand Joel Schumacher repris la réalisation à la suite de Tim Burton, Barbara Ling se chargea de la conception artistique pour les deux films de Schumacher : Batman Forever (1995), et Batman & Robin (1997),. La vision de Gotham City de Ling était une évocation de l’expressionnisme moderne (en) et d’un constructivisme lumineux. Ces concepts futuristes semblaient être une sorte de croisement entre Manhattan et la « Neo-Tokyo » d’Akira. Ling admit que ses influences pour le design de Gotham City vinrent d’une « Tokyo riche en néons et les machines de la Belle Époque (Machine Age (en)). Gotham est comme une Exposition internationale sous ecstasy ». Quand Batman poursuit Double-Face dans Batman Forever, la poursuite prend fin à Lady Gotham, l’équivalent fictif de la statue de la Liberté. Durant la tentative de Mr. Freeze de geler Gotham dans le film Batman & Robin, l’écran de ciblage pour son laser géant est localisé quelque part sur le littoral de la Nouvelle-Angleterre, éventuellement plus au nord comme le Maine. La bande son de Batman & Robin possède une chanson du nom de la ville chantée par R. Kelly. Elle fut inclus plus tard dans les éditions internationales de son double album R. de 1998.

#### Trilogie de Christopher Nolan
Christopher Nolan a déclaré que Chicago est la base de son portrait de Gotham, et la majorité de Batman Begins (2005) et The Dark Knight (2008) y ont été filmés. Cependant, la ville elle-même semble prendre de nombreux détails à New York : les voitures de police sont peintes comme celles utilisées par la police de New York (NYPD) dans les années 1990, et la même chose est applicable aux camions à ordures, et le Gotham Post semble avoir le même panneau d’enseigne que le New York Post.
Dans Batman Begins, le Board of Trade Building de style Art déco de Chicago fut utilisé pour représenter la Tour Wayne dans le film, qui était aussi le réservoir d’eau de Gotham et était intégrée au système ferroviaire aérien de la ville. Le Garrick Theatre représente l’Opéra de Gotham. Le 35 East Wacker fut utilisé comme Palais de Justice de Gotham. Mentmore Towers dans le Buckinghamshire a été utilisé pour le Manoir Wayne. Nolan désirait que Gotham apparaisse comme une ville grande et moderne, qui reflète néanmoins des styles et périodes architecturales variés, ainsi que différentes strates socio-économiques. L’approche de la production représente Gotham comme une exagération de New York, avec des éléments pris de Chicago, les autoroutes et les monorails aériens de Tokyo, et la « citadelle de Kowloon » dans Hong Kong, qui servit de base pour le bidonville dans le film, les Narrows,.
Dans le film animé Batman: Gotham Knight (2008), qui se déroule entre Batman Begins et The Dark Knight, les Narrows ont été convertis en une extension de l’Asile d’Arkham.
Dans The Dark Knight, Wayne Enterprises, précédemment dépeinte par le Board of Trade Building de Chicago, est maintenant représentée par le Richard J. Daley Center. Le 330 North Wabash fut utilisé pour le Gotham City Hall ainsi que pour les bureaux du Maire Garcia et d’Harvey Dent. Le point culminant du film sur le Prewitt Building utilise la Trump Tower alors en cours de construction. D’autres monuments principaux de Chicago sont aperçus dans The Dark Knight comme les Tours de la Marina City, la Willis Tower, la Jetée Navy, la Randolph Street Metra Station et le 111 East Wacker Drive (en). Il est révélé que la ville basse de Gotham, ou qu’une grande partie de la ville, se trouve sur une île, similaire à l’île de Manhattan à New York, comme le suggère le Gotham Island Ferry. Cependant, tandis que Gordon discute des plans d’évacuation avec le Maire, « les routes terrestres à l’est » (land routes to the east) sont mentionnées. Dans la conversation avec Harvey Dent, Bruce Wayne indique que les Palisades, zone où se trouve la propriété du Manoir Wayne, sont à l’intérieur des limites de la ville. En termes de population, Lucius Fox dit que la cité abrite « 30 millions de personnes ». Le film indique que l’indicatif de la région de la ville est le 735 ; dans la réalité, c’est un code non utilisé. Comparé au précédent film, il y eut moins d’effets spéciaux numériques utilisés dans l’horizon de Gotham.
Pour The Dark Knight Rises (2012), la production utilisa Pittsburgh, Los Angeles, New York, Newark, Londres et Glasgow pour des tournages de scènes sur Gotham City,,. Les lieux dans Pittsburgh incluent le Mellon Institute (en) et le Software Engineering Institute (en) à l’Université Carnegie-Mellon, et Heinz Field qui est utilisé comme stade de football de Gotham City. Une scène où John Blake confronte deux ouvriers du bâtiment à la « Broucek Cement Company » fut filmé au Frank Bryan Cement Plant dans le sud de Pittsburgh. Dans Manhattan, le One Liberty Plaza remplace le Richard J. Daley Center comme lieu du siège central de Wayne Enterprises. Le JP Morgan Building au 23 Wall Street représente l’extérieur de la Bourse de Gotham City ; la zone de Park Avenue, autour de la 84th Street, est utilisée pour la scène dans laquelle les riches citoyens sont traînés hors de leurs maisons ; et Batman surveille la ville du haut du Pont Queensboro. À Newark, la Military Park station (en), sur la ligne du métro léger de Newark, entre Orange Street et Penn Station, est utilisée comme tunnel de métro à travers lequel Catwoman attire Batman dans le piège de Bane, et le Newark City Hall (en) fut utilisé comme abri de la Croix Rouge habité par l’armée de Bane. Un discours du président fait référence à Gotham City comme la « plus grande ville d’Amérique », combiné avec une carte vue brièvement à l'écran, il confirme que Gotham (qui ressemble plus à Manhattan que Chicago, la ville qui représentait Gotham dans les deux précédents films) est similaire à New York dans l’univers du film. Un policier d’état, sur le dernier pont intact de la ville, est montré faisant partie de la « Gotham State Police », suggérant que Gotham City se trouve dans l’État américain fictif de Gotham.

#### DC Extended Universe
À l'intérieur du DC Extended Universe, Gotham City se situe dans le comté de Gotham, New Jersey. Dans Batman v Superman : L'Aube de la justice, les papiers administratifs mentionnent que la ville est dans le « Comté de Gotham », et les dossiers d'Amanda Waller sur Deadshot et Harley Quinn de la Suicide Squad révèle que Gotham City se trouve dans l'État du New Jersey,.
Zack Snyder a confirmé que Metropolis et Gotham City sont à proximité l’une de l’autre, avec Gotham City étant localisée sur la côte du New Jersey, séparée du district fédéral de Metropolis par la baie de la Delaware. Dans Justice League, il est révélé qu’il y a un tunnel souterrain connectant les deux villes, construit en 1929 dans le cadre du 'Projet Metropolis' qui fut abandonné. Il y a également une multitude d’îles localisées dans la baie, avec l’une d’elles nommée l’Île Braxton. La Sénatrice Debbie Stabenow fait une petite apparition dans Batman v Superman : L'Aube de la justice en tant que gouverneur de l’État.
Le Boston Globe compare la proximité de Gotham et Metropolis à celle de Jersey City, New Jersey et Manhattan, New York. Un spot télévisé pour Turkish Airlines durant le Super Bowl de 2016 met en vedette Bruce Wayne, joué par Ben Affleck, promouvant Gotham comme destination touristique.
L'action du huitième film de l'univers, Birds of Prey (et la fantabuleuse histoire de Harley Quinn), prend place à Gotham City, tout comme Batgirl (2022).

#### Autre
Pour le film Joker (2019) de Todd Phillips, le tournage a lieu à New York, notamment à Harlem. Il en est de même pour la suite, Joker : Folie à deux (2024), du même réalisateur.

### Films d'animation
Durant les événements du film Batman & Mr. Freeze: SubZero (1998), un écran d'ordinateur affichant le dossier personnel de Barbara Gordon se réfère à sa localisation comme « Gotham City, NY ». Il affiche également son code régional comme étant le 212 – l’indicatif régional de Manhattan.
Batman Beyond (1999-2001) imagine une Gotham City en 2039, dénommée « Neo-Gotham ». Le film de 2008, Batman: Gotham Knight montre Gotham comme une grande ville avec de nombreux gratte-ciel et une population animée.

### Télévision

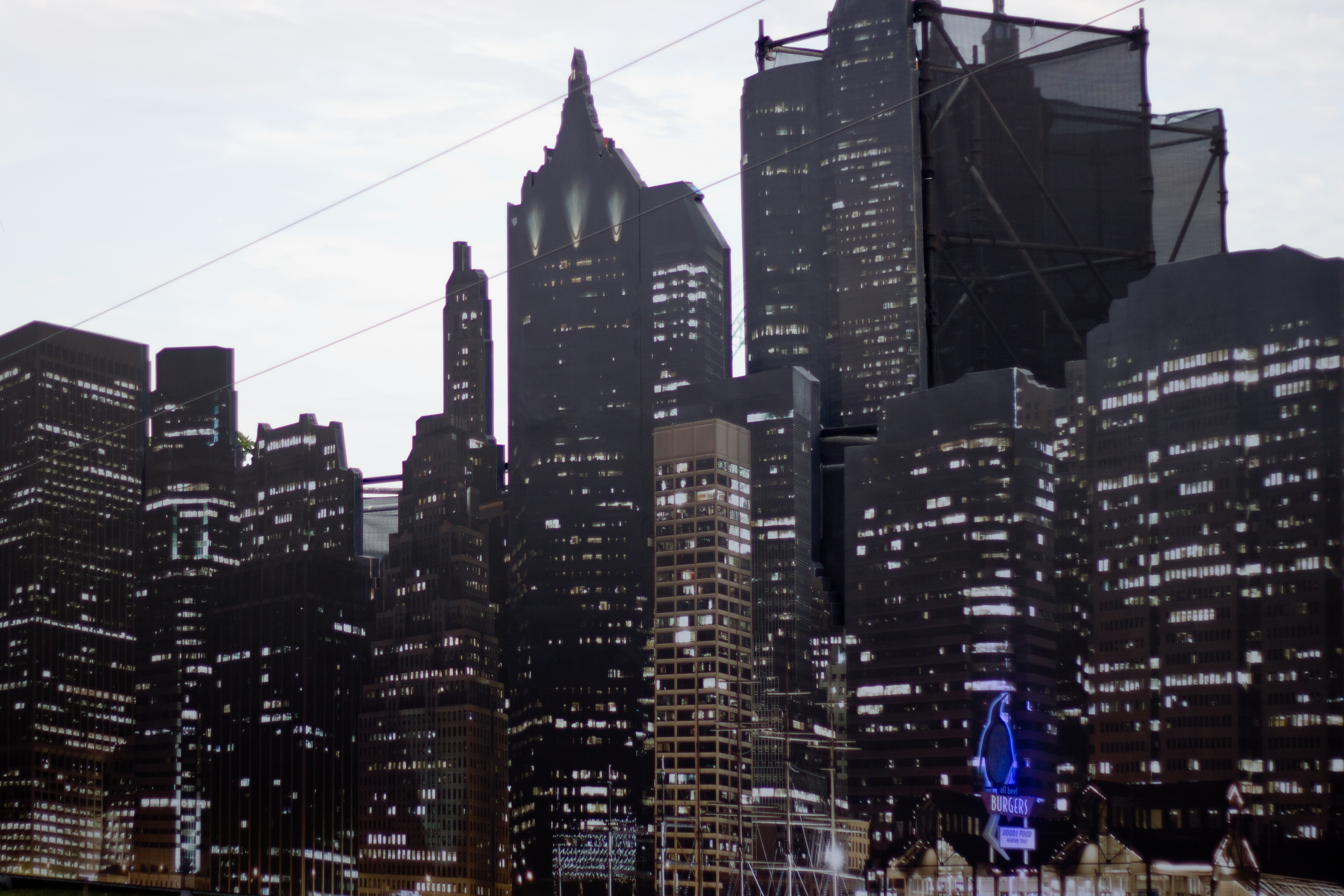
Toile de fond utilisée pour représenter la ville dans la série Gotham.

En 2014 sort la série télévisée sobrement intitulée, Gotham. Celle-ci se déroule juste après le meurtre du couple Wayne et suit les enquêtes d’un James Gordon récemment muté. Elle présente également la corruption gangrenant la ville. La ville est représentée par New York.
La ville sera le prochain décor du crossover de 2018 du Arrowverse. Des plans de Gotham ont été tournés à Chicago et Vancouver. Chicago est le second lieu de tournage avec Vancouver pour la série Batwoman.
La série The Penguin (2024) évoque la montée en puissance du Pingouin dans l'univers criminel de la ville.

### Jeux vidéo
Gotham City apparaît dans plusieurs jeux vidéo, incluant Batman Begins, DC Universe Online et Mortal Kombat vs. DC Universe. La ville fait une autre apparition dans le jeu Injustice: Gods Among Us, où le joueur peut se battre en face et à l'intérieur du Manoir Wayne, en haut d'un bâtiment et dans une allée. Gotham apparaît aussi dans Lego Dimensions et Injustice 2.

#### Batman: Arkham Universe
Batman: Arkham Asylum (2009) s'ouvre avec Batman conduisant le Joker de Gotham City à l'Asile d'Arkham. Le Joker menace aussi de déclencher plusieurs bombes à travers Gotham. Dans Batman: Arkham City (2011), les quartiers pauvres du Vieux Gotham (l'île du nord) furent convertis en Arkham City. À l'intérieur des murs de la prison, cette partie de Gotham contient de nombreux points de repères tout au long de l'histoire, comme le Iceberg Lounge du Pingouin, l'usine Ace Chemical, l'Aciérie de Sionis, le Siège de la Police du Vieux Gotham, et le Monarch Theatre avec le lieu du meurtre des Wayne dans Crime Alley. La plupart de ces lieux voient se dérouler des événements majeurs de l'histoire. Dans Batman: Arkham Origins (2013), une version passée, plus jeune de la ville, peut être vu contrairement aux autres jeux de la série Batman: Arkham. En plus de l'île du nord, cet épisode laisse les joueurs explorer une nouvelle île au sud, connectée à la première par le Pont Pioneer. Le décor de Batman: Arkham Knight (2015), Central Gotham City, est cinq fois plus grand que le Vieux Gotham.

### Parc d'attractions
En février 2018, Warner Bros. World annonce la création d'un nouveau parc à Abu Dhabi, aux Émirats arabes unis : Land Gotham City. Ce parc reprend le monde de Batman mais aussi celui de sa ville, Gotham City.

## Inspirations et influences
L'asile d'Arkham est inspiré de l'œuvre de Howard Phillips Lovecraft, un écrivain américain, auteur de nouvelles fantastiques notamment liées au mythe de Cthulhu. Dans ces récits, Arkham est une ville à part entière, que l'auteur situe dans une Nouvelle-Angleterre fictive.
Le Jardin Noir (The Black Garden en anglais), créé par le scénariste David Hine pour son héros Nightrunner, est l'équivalent français de l'Asile d'Arkham.

## Paronyme
- Gotha